# Hayley McFarland
Hayley McFarland (Edmond, 1991. március 29. –) amerikai színésznő, énekesnő és táncos. 
Legismertebb alakítása Emily Lightman a Hazudj, ha tudsz! című Fox-sorozatban és Brooke Putner az FX Kemény motorosok című sorozatából.

## Gyermekkora
Hayley McFarland az oklahomai Edmondban nőtt fel. Nyaranta az oklahomai Lyric Theater zenés színházi produkcióiban kezdett el játszani. Amíg Oklahomában élt, Michelle De Long ACTS Színészakadémiáján tanult, amely olyan öregdiákokat jegyzett, mint a Hazug csajok társaságából ismert Ryan Merriman. De Longnak köszönheti, hogy elküldte a fiatal színész felvételét egy Los Angeles-i menedzsernek.

## Pályafutása
2008-ban McFarland és édesanyja végleg Los Angelesbe költözött. Első nagyobb szerepét az Elliot Page és Catherine Keener főszereplésével készült An American Crime: Bűnök című független filmben kapta. Olyan tévésorozatokban szerepelt, mint a Szívek szállodája, a Vészhelyzet és a Gyilkos elmék, valamint olyan filmekben, mint a Ring Around the Rosie és a Szárnyas teremtmények. Rendszeres szereplője volt a Hazudj, ha tudsz! című televíziós sorozatnak.

## Filmográfia

### Film
| Év   | Magyar cím               | Eredeti cím                  | Szerep                       | Magyar hang  |
| ---- | ------------------------ | ---------------------------- | ---------------------------- | ------------ |
| 2007 | An American Crime: Bűnök | An American Crime            | Jennifer Faye "Jenny” Likens |              |
| 2008 | Szárnyas teremtmények    | Winged Creatures             | Lori Carline                 | Kántor Kitty |
| 2011 |                          | Eye of the Storm (rövidfilm) | szerencsétlen kis zombi      |              |
| 2013 | Démonok között           | The Conjuring                | Nancy Perron                 | Koller Virág |
| 2016 |                          | The Chaplain (rövidfilm)     | Cole                         |              |
| 2021 |                          | Agnes                        | Agnes                        |              |

### Televízió
| Év        | Magyar cím                               | Eredeti cím                       | Szerep         | Megjegyzés             |
| --------- | ---------------------------------------- | --------------------------------- | -------------- | ---------------------- |
| 2006      | Szívek szállodája                        | Gilmore Girls                     | Marcia         | 2 epizód               |
| 2007      | Vészhelyzet                              | ER                                | Candice        | 1 epizód               |
| 2008      | Gyilkos elmék                            | Criminal Minds                    | Katie Owen     | 1 epizód               |
| 2008      | Halottnak a csók                         | Pushing Daisies                   | Nikki Heaps    | 1 epizód               |
| 2009      | 24                                       | 24                                | Emily Latham   | 1 epizód               |
| 2009      | Nyomtalanul                              | Without a Trace                   | Addy Gilroy    | 1 epizód               |
| 2009      | Tara alteregói                           | United States of Tara             | Petula         | 3 epizód               |
| 2009      | A médium                                 | Medium                            | Jamie Portman  | 1 epizód               |
| 2009–2011 | Hazudj, ha tudsz!                        | Lie to Me                         | Emily Lightman | főszereplő (40 epizód) |
| 2011      | Esküdt ellenségek: Különleges ügyosztály | Law & Order: Special Victims Unit | Jenna Fox      | 1 epizód               |
| 2012      | Mad Men – Reklámőrültek                  | Mad Men                           | Bonnie         | 1 epizód               |
| 2013–2014 | Kemény motorosok                         | Sons of Anarchy                   | Brooke Putner  | 11 epizód              |
| 2014      | A Grace klinika                          | Grey's Anatomy                    | Rory Williams  | 1 epizód               |

## Fordítás
- Ez a szócikk részben vagy egészben  a   Hayley McFarland című angol Wikipédia-szócikk fordításán alapul.  Az eredeti cikk szerkesztőit annak laptörténete sorolja fel. Ez a jelzés csupán a megfogalmazás eredetét és a szerzői jogokat jelzi, nem szolgál a cikkben szereplő információk forrásmegjelöléseként.